# Rhabdodendron amazonicum
Rhabdodendron amazonicum är en tvåhjärtbladig växtart som först beskrevs av Richard Spruce och George Bentham, och fick sitt nu gällande namn av Huber. Rhabdodendron amazonicum ingår i släktet Rhabdodendron och familjen Rhabdodendraceae. Inga underarter finns listade i Catalogue of Life.